# Podnoszenie ciężarów na Letnich Igrzyskach Olimpijskich 1928
Podnoszenie ciężarów na Letnich Igrzyskach Olimpijskich 1928 w Amsterdamie odbyło się w dniach 28 – 29 lipca w hali Krachtsportgebouw. W zawodach wzięło udział 94 sztangistów (tylko mężczyzn) z 19 krajów. W tabeli medalowej najlepsi okazali się reprezentanci Republiki Weimarskiej z dwoma złotymi i jednym brązowym medalem. 

## Galeria

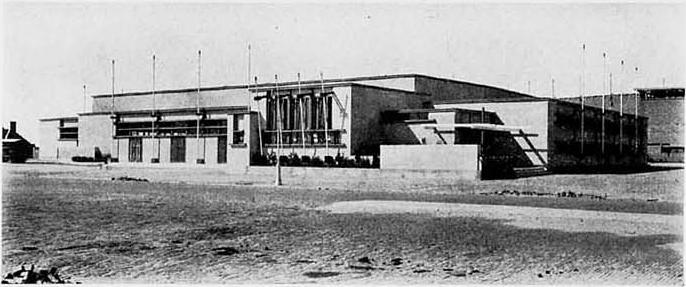
Hala Krachtsportgebouw
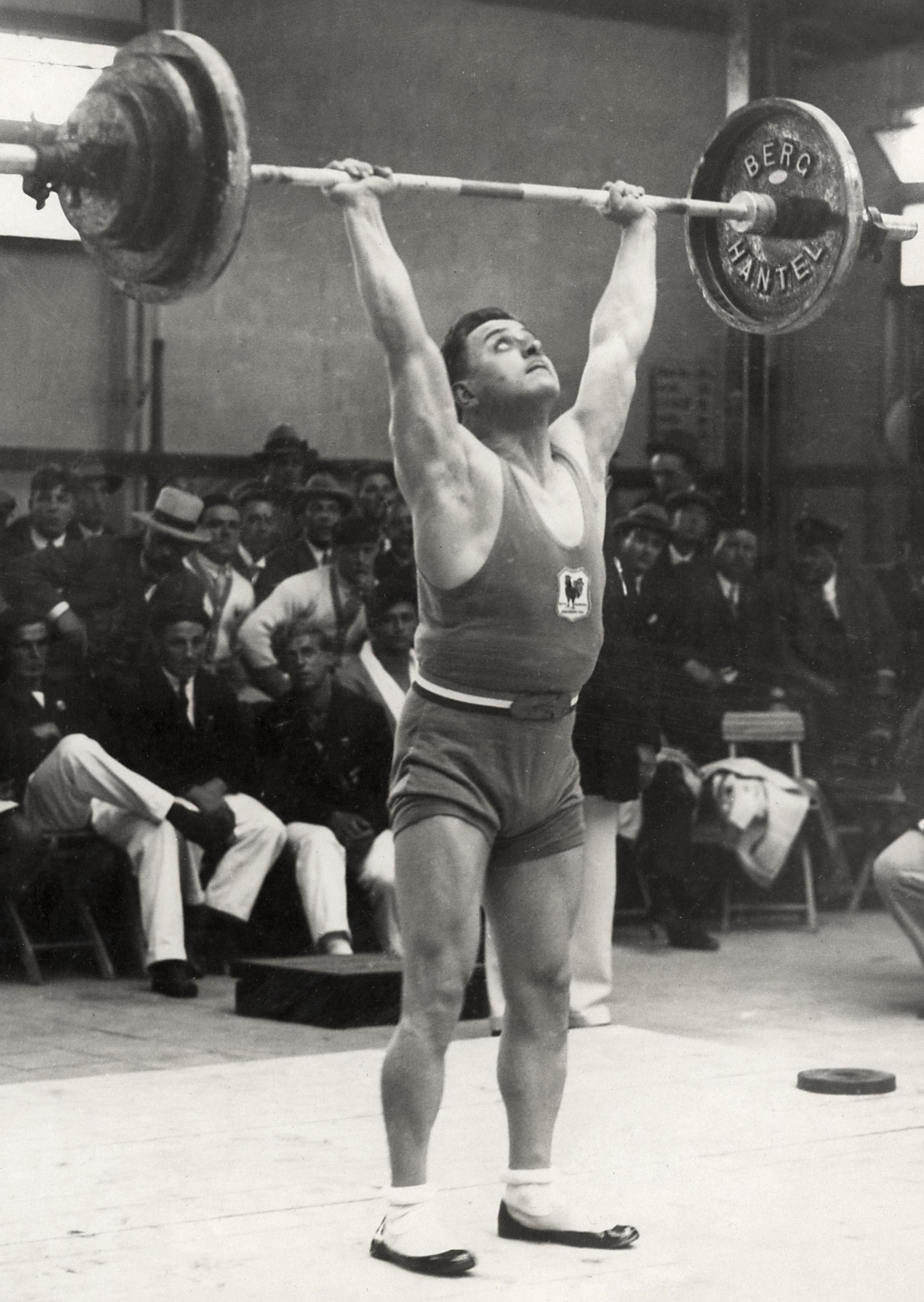
Roger François - mistrz olimpijski w wadze średniej
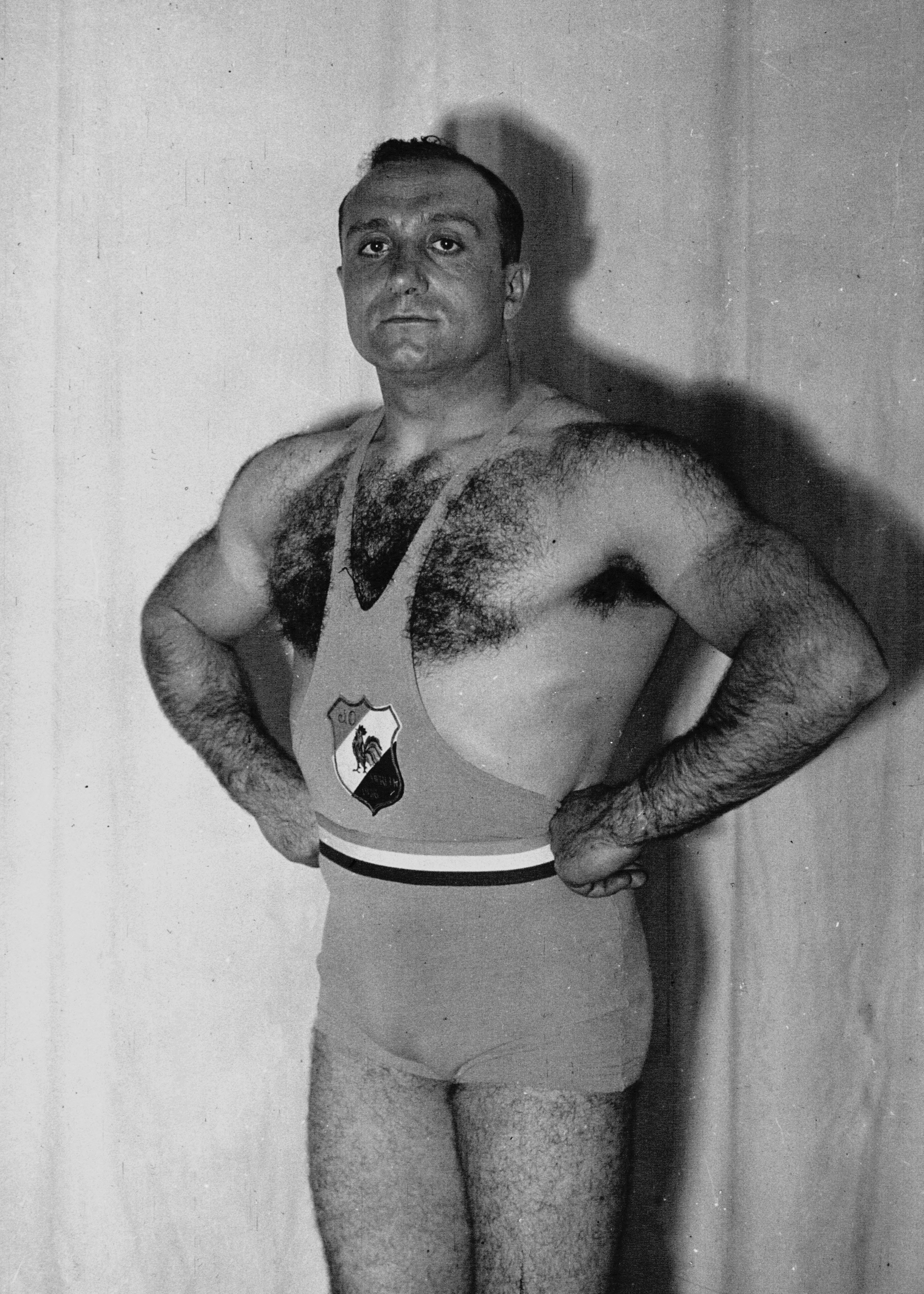
Louis Hostin - srebrny medalista w wadze lekkociężkiej
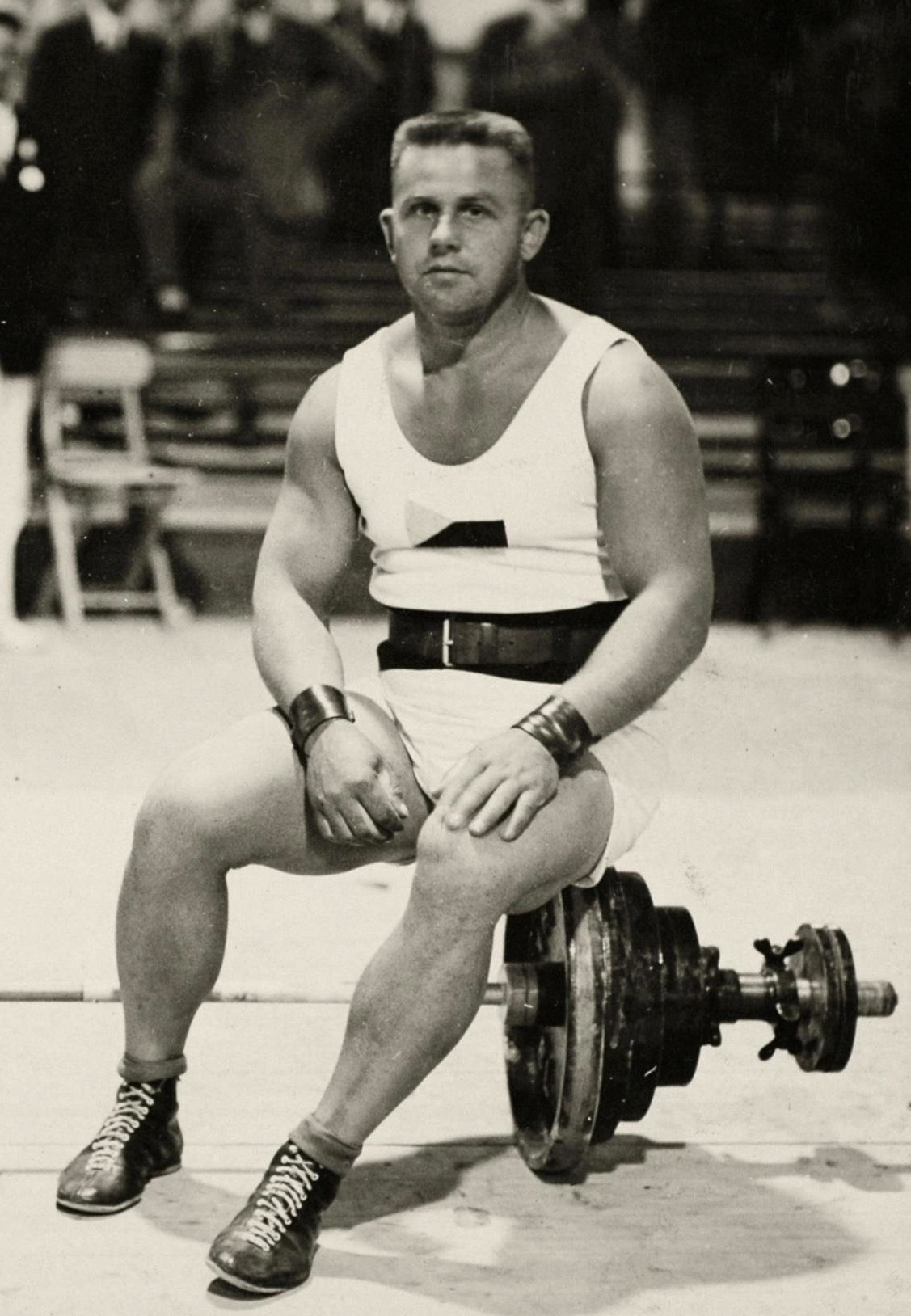
Jaroslav Skobla - brązowy medalista w wadze ciężkiej

## Medaliści
| Konkurencja | Złoto                 | Wynik    | Srebro           | Wynik    | Brąz            | Wynik    |
| 60 kg       | Franz Andrysek        | 287,5 kg | Pierino Gabetti  | 282,5 kg | Hans Wölpert    | 282,5 kg |
| 67,5 kg     | Hans Haas Kurt Helbig | 322,5 kg | -                | -        | Fernand Arnout  | 302,5 kg |
| 75 kg       | Roger François        | 335,0 kg | Carlo Galimberti | 332,5 kg | Guus Scheffer   | 327,5 kg |
| -82,5 kg    | As-Sajjid Nusajr      | 355,0 kg | Louis Hostin     | 352,5 kg | Jan Verheijen   | 337,5 kg |
| +82,5 kg    | Josef Straßberger     | 372,5 kg | Arnold Luhaäär   | 360,0 kg | Jaroslav Skobla | 357,5 kg |

## Klasyfikacja medalowa
| Klasyfikacja medalowa | Klasyfikacja medalowa | Klasyfikacja medalowa | Klasyfikacja medalowa | Klasyfikacja medalowa | Klasyfikacja medalowa |
| --------------------- | --------------------- | --------------------- | --------------------- | --------------------- | --------------------- |
| Poz.                  | Państwo               | Złoto                 | Srebro                | Brąz                  | Razem                 |
| 1.                    | Rzesza Niemiecka      | 2                     | 0                     | 1                     | 3                     |
| 2.                    | Austria               | 2                     | 0                     | 0                     | 2                     |
| 3.                    | Francja               | 1                     | 1                     | 1                     | 3                     |
| 4.                    | Królestwo Egiptu      | 1                     | 0                     | 0                     | 1                     |
| 5.                    | Włochy                | 0                     | 2                     | 0                     | 2                     |
| 6.                    | Estonia               | 0                     | 1                     | 0                     | 1                     |
| 7.                    | Holandia              | 0                     | 0                     | 2                     | 2                     |
| 8.                    | Czechosłowacja        | 0                     | 0                     | 1                     | 1                     |